# Kerk in Actie
Kerk in Actie is de hulpverleningsorganisatie van de Protestantse Kerk in Nederland.

## Geschiedenis
Kerk in Actie is opgericht in 1994 en komt voort uit verschillende kerkelijke hulpverleningsorganisaties. Dertien kerkgenootschappen stonden in 1952 aan de basis van Stichting Oecumenische Hulp (SOH), een organisatie die wereldwijd hulp biedt bij hongersnood en rampen (noodhulp). De Nederlands Hervormde Kerk richtte in 1956 de Sectie Internationale Hulpverlening op. De Gereformeerde Kerken in Nederland begonnen in 1960 met de Wereldhulpactie. Verschillende kerken begonnen in 1979 ook met een speciaal programma dat zich richtte op hulp aan kinderen onder de naam Kinderen in de Knel. De verschillende organisaties en programma's werden in 1994 gebundeld in Kerk in Actie.
De inkomsten van Kerk in Actie dalen sinds 2010 vanwege een teruglopende giften van kerkelijke gemeenten en particulieren. Aanvankelijk konden bezuinigingen nog worden voorkomen door te putten uit reserves, maar in 2014 moest de organisatie toch 2 miljoen bezuinigen. De begroting nam af van 29 miljoen euro naar 27 miljoen euro.

## Organisatie
Kerk in actie is actief op een viertal terreinen:
- zending – 36 landen (2013)
- Noodhulp – 18 landen (2013)
- Wereldiaconaat – 28 landen (2013)
- Binnenlands diaconaat